# 해를 품은 달 (소설)
《해를 품은 달》은 정은궐이 지은 역사 로맨스 장편 소설이다. 이 소설을 원작으로 동명의 드라마 해를 품은 달이 제작되었다. 

## 줄거리
조선 시대 가상의 젊은 왕(태양) 이훤은 달과 비가 함께 어우러진 어느 날 밤, 호위 무사를 대동하고 온양행궁에서 돌아오는 길에 우연히 마주친 신비로운 한 여인에게 홀린 것처럼 넋을 빼앗긴다. 신비로운 이 여인은 이름조차 말해주지 않고 사라진다. 훤은 그런 그녀에게 월(月)이라는 이름을 지어준다. 하지만, 무녀(달)와 왕(태양)은 절대 인연이 될 수 없는 관계. 조선 시대 가상의 왕 이훤과 액받이 무녀의 가슴 아픈 사랑은 그렇게 시작된다.

## 같이 보기
- 해를 품은 달 (드라마)